# Bedreiging (risico)

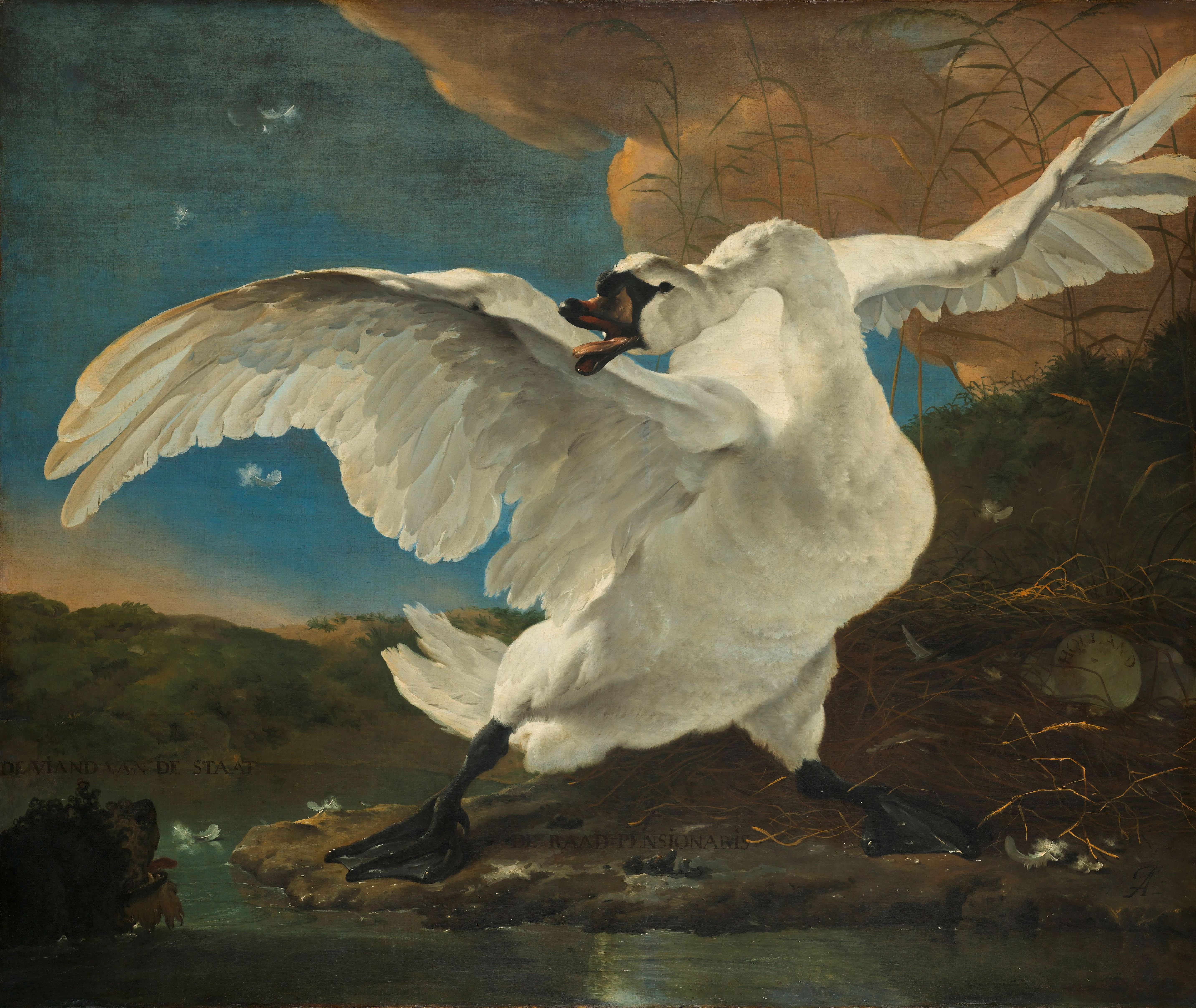
De bedreigde Zwaan (onder de zwaan staat De Raad-Pensionaris, een van de eieren werd gezien als Holland en de hond op dit schilderij als De Vijand van de Staat), Jan Asselijn

Een dreiging is een kans op schade. De bedreiging  van een persoon, object of toestand is de dreiging van schade hieraan (waaronder letsel, overlijden, verstoring). Het gevaar kan zowel van buiten komen, als besloten liggen in de persoon, het object of de toestand zelf.
Bij een risicoanalyse worden aard en ernst van schades en de kansen daarop in kaart gebracht.

## Bedreiging van objecten
Niet elke bedreiging is relevant voor het beschouwde object. Een bedreiging wordt pas relevant als er sprake is van een kwetsbaarheid waar de bedreiging op kan werken. Zo vormt het neerstorten van een vliegtuig een bedreiging voor een gebouw, maar hangt de ernst af van de grootte van het bedreigende voorwerp. Het gebouw is kwetsbaar voor het neerstorten van een groot personenvliegtuig, maar nauwelijks voor neerstorten van een ultralight toestel.
Ook nabijheid is een factor. 
De bedreiging van het gebouw is nauwelijks relevant als er in het geheel geen vliegbewegingen boven het gebouw zijn.
In het kader van een risicoanalyse wordt dit risico dan als laag ingecalculeerd. Er hoeven dan wellicht ook geen maatregelen te worden getroffen tegen het optreden van de bedreiging.

## Bedreiging van of door personen
Een bedreiging kan tevens van personen uitgaan. Zij kunnen openlijk voorspellen iets schadelijks te zullen doen. Uiteraard hangt het daarbij van de rol der deelnemers af of die dreiging als schadelijk dan wel juist als nuttig wordt ervaren. De bedreigde persoon kan zich in zijn vrijheid of (vermeende) rechten beperkt voelen. De persoon die dreigt zal de bedreiging zien als een middel om een gewenst doel te bereiken.
De bedreiging kan ook in het verborgene plaatsvinden. Een medewerker kan frauderen; een  hacker kan zich toegang verschaffen tot persoonlijke gegevens.
Bedreiging van of door personen kan individueel of collectief zijn; groepen kunnen elkaar bedreigen, naties kunnen dreigen met oorlog of andere sancties, terwijl ook een groep een individu kan bedreigen, of omgekeerd.
Doodsbedreigingen aan het adres van politici of schrijvers komen vaak voor. Een doodsbedreiging wordt echter zeer zelden waar gemaakt.
Het motief van de bedreiger kan gelegen zijn in het feit dat hij zich beledigd voelt in zijn religie of ideologie, maar het kan ook om een zuiver politiek motief gaan.

## Intern en extern
De voorbeelden laten tevens het verschil zien tussen een interne dreiging (de medewerker) en een externe (de hacker). De tegenstelling kan ook bij objecten bestaan: het vliegtuig dat een gebouw bedreigt, is een externe factor, spanningen in de constructie van het bouwwerk zelf zijn interne bedreigingen.